# Frankrikes riksvapen

Frankrikes nationalsymbol.

Den diplomatiska varianten antagen 1913.

Frankrikes nationalsymbol har inte status som officiellt riksvapen, men infördes 1953 på förslag från en kommission tillsatt av det franska utrikesdepartementet och representerar Frankrike i generalförsamlingens sal i FN-byggnaden i New York. Det består av:
- en blå oval sköld med upprätta guldfasces, (ett knippe runt en yxa), en symbol för auktoritet som härstammar från antikens Rom. Det står på en bakgrund av
- korslagda gyllne blad från ek (visdom) och olivträd (fred),
- och tvärs över det hela ligger ett gyllene band med inskriften ”LIBERTÉ, ÉGALITE, FRATERNITÉ” (frihet, jämlikhet, broderskap), republikens valspråk.

I många sammanhang fanns det behov för en nationalsymbol som också kunde visas i en färg. På skyltar till diplomatiska representationer och på framsidan av franska pass används en variant av symbolen. Det har samma element som nationalsymbolen, men valspråket är ersatt av en bred sköld med ett lejonhuvud och ett örnhuvud och med bokstäverna ”RF”, som står for République Française (Franska republiken).

## Franska republikens symboler
Under franska revolutionen ansågs heraldiska vapen tillhöra aristokratin och kungastyret. Republikanska symboler som blev välanvända var antingen hämtade från antiken och särskilt Romarriket, eller från nationell mytologi. De viktigaste har varit fasces, den frygiske mössan (frihetsmössan eller jakobinerluvan), Marianne eller den kvinnliga personifikationen av republiken, och den galliska tuppen.
Många av elementen som ingår i republikens nuvarande officiella emblem har använts som symboler för tidigare franska republiker, och fasces införde i det officiella sigillet under andra republiken. Samma symboler ingick också i emblem som användes av tredje republiken. I fönster och på balkonger på offentliga byggnader har det blivit vanligt att montera flaggor med en uppsats av flaggans tre färger rött, vitt och blått, och med bokstäverna RF, för Franska republiken.
I september 1999 införde den franska regeringen som officiell logotyp en sammanställning av republikens valspråk, flaggans färger och "Marianne".

Emblem som ofta används tills.m. flaggan, men utan officiell status.
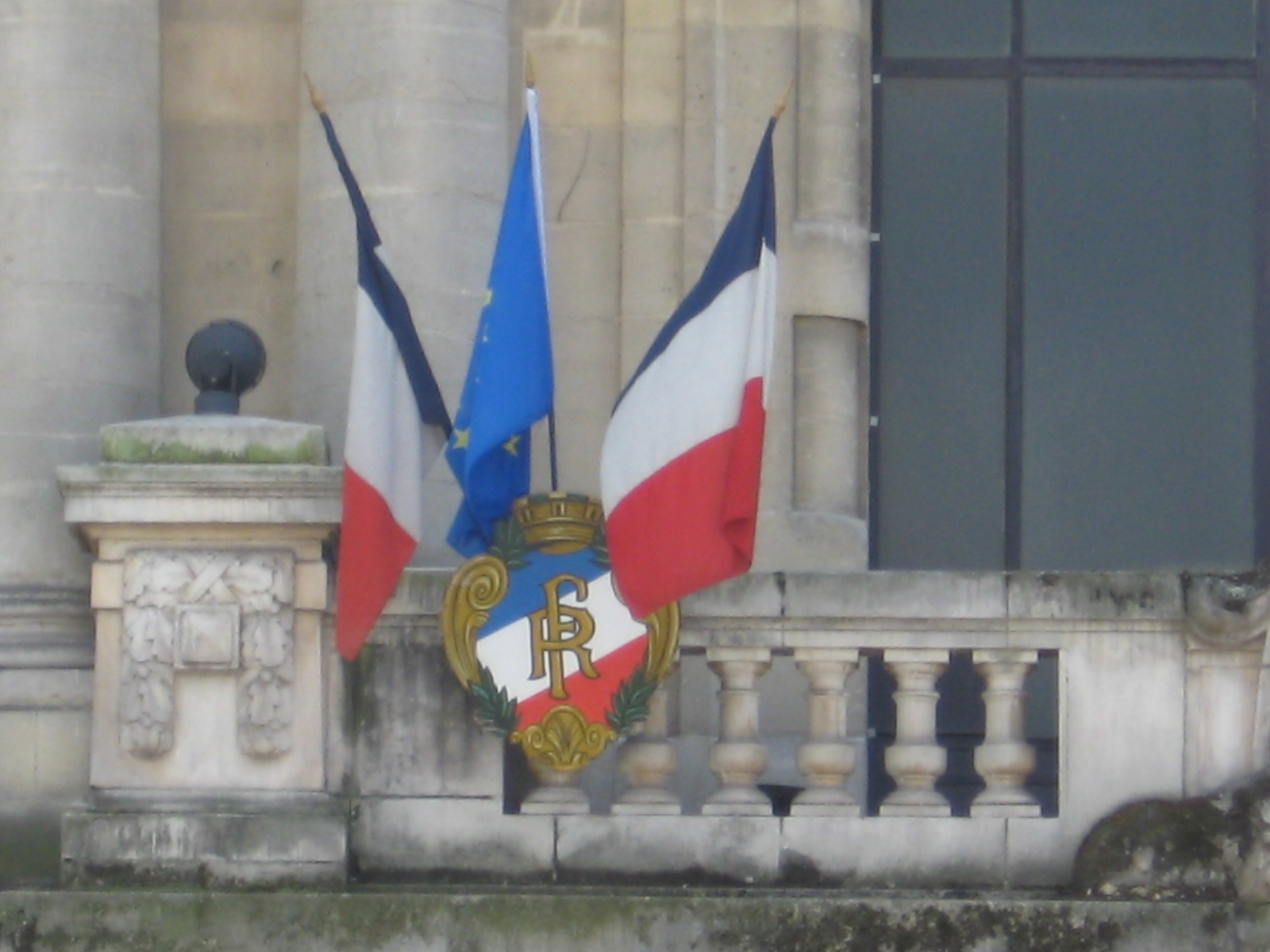
Exempel på uppställning av flaggor. Balkong på "Republikens hus" i Rennes.
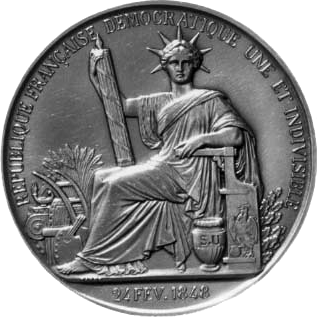
Franska republikens stora sigill, med den krönta frihetsgudinnan. Hon håller en fasces och ett skeppsroder med bild av den galliska tuppen. Vid fötterna har hon en vas med bokstäverna ”SU” för Suffrage Universel (allmän rösträtt). Bakom sig har hon symboler for konst och jordbruk. Sigillet används sedan 1848 vid grundlagsändringar.
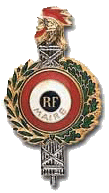
Den officiella borgmästarsymbolen, i bruk från 1951, med tupphuvud i fasces.

## Historiska franska riksvapen
| Bild | Beskrivning | I bruk     |
| ---- | --- | ---------- |
|      | France Ancien – franska kungariket, tidig fas: blått bestrött med guldliljor. Den stiliserade liljan är en gammal figur i heraldiken med ursprung i Mellanöstern och använd i alla länder med europeisk heraldik. Liljan brukas också som symbol för jungfru Maria och den stod på toppen av kungaspirorna i såväl Frankrike som andra länder. |            |
|      | France Ancien med Navarras vapen, nyttjad av kungarna Ludvig X och Karl IV. | 1305–1328  |
|      | France Ancien. | 1328–1376  |
|      | France Moderne – kungadömets senare fas: i blått tre guldliljor. | 1376–1515  |
|      | France Moderne, nu med en sluten kungakrona. | 1515–1589  |
|      | Det franska kungliga vapnet som införde av Henrik IV och nyttjades fram till revolutionen. Det har ett alliansvapen i skölden med de franska liljorna och en röd sköld med kungariket Navarras guldkedjor, förty Henrik IV också var kung av Navarra. På alliansköldarna en guldhjälm med kungakrona och runt sköldarna två ordenskedjor. Sköldhållare är två änglar i vapendräkt hållande baner med vardera sköldmotiven. Det hela omges av en hermelinsfodrad blå vapenmantel krönt med franskliljeprydd kungakrona, under ett smalt band och en tudelad blå vimpel med guldliljor. På devisbandet står texten ”MONTJOIE ST DENIS”, ett krigsrop från Filip I:s tid.                            | 1589–1789  |
|      | Den franska revolutionens märke med en krans som omger fasces. | 1799–1804  |
|      | Inofficiellt Det napoleonska konsulatets emblem brukat av Napoleon Bonaparte såsom förste konsul under första republiken med en kejserlig örn hållande en åskvigg med lagerkrans och bokstaven N i mitten. | 1799–1804  |
|      | Det första kejsardömets riksvapen under Napoleon I med en örn som centralmotiv: i blått en guldörn med höjda vingar sittande på en åskvigg. Runt skölden finns Hederslegionens ordenskedja. Bakom skölden är korslagt en guldstav med en svärande hand (”rättfärdighetens hand”) och en guldspira med en på toppen sittande man på en tron. Vapenmanteln är röd och beströdd med guldbin (en referens till att en merovingisk kung, Childerik I, hade begravts med gyllene insekter, vilket man såg när man råkade öppna denna grav i Tournai 1653). Över manteln är Napoleons speciella kejsarkrona med kaméer placerad. Den kallades av Napoleons samtid i Frankrike för Karl den stores krona. | 1804–1814  |
|      | Efter restaurationen blev de tre liljorna återinförda i riksvapnet tillsammans med den övriga heraldiska prakten från före revolutionen. Detta vapen har fortsatt att nyttjas av båda de nu levande och rivaliserende tronpretendentena: Louis de Bourbon (född 1974), ”hertigen av d’Anjou”, och Henri d’Orléans (1933-2019), ”greven av Paris”. | 1814–1830  |
|      | Skölden till kungahusets släktgren Orléans med en silverne tornérkrage över de tre liljorna. I början av julimonarkin 1830 fastlade Ludvig Filip vapnet som skulle användas på statens sigill: ”Hädanefter skall statens sigill visa Orléans vapen under en sluten krona, och bakom skölden finns en korslagd spira och staven med ’rättfärdighetens hand’ samt trikolorflaggan.” | 1830–1831  |
|      | För att markera att monarkin blivit konstitutionell, blev kungahusets sköld utbytt: i blått en tudelad guldtavla med inskriften Charte constitutionnelle 1830 (grundlagen av 1830). | 1831–1848  |
|      | Riksvapnet under kejsar Napoleon III. Det är detsamma som under Napoleon I, förutom att Napoleon I:s krona är utbytt mot en örnprydd kejsarkrona och att skölden saknar hjälm. Vapnet fortsätter att användas av pretendenten till den franska kejsartronen. | 1852–1870  |
|      | Inofficiellt Halvofficiellt och inte direkt heraldiskt vapen för tredje republiken: Fasces belagda med bokstäverna RF innanför ett rött ovalt band med ordensinsignier och två korslagda trikolorfanor, ovanför korslagda lagerkvist ock ekkvist bägge i guld. Devisbandet lades till i ett senare skede. | 1898–1953  |
|      | Inofficiellt Emblem för Philippe Pétain, statschef i Franska staten (Vichyregimen), med valspråket Travail, Famille, Patrie (arbete, familj, fosterland). Francisque var endast Pétains personliga emblem men blev successivt använt som regimens informella emblem på officiella dokument. | 1940–1944  |
|      | Inofficiellt Informellt vapen från 1912, nyintroducerat under president Jacques Chirac (1995–2002) och fortfarande i bruk. | sedan 1995 |